# Lotte Wæver
Lotte Wæver (født 17. februar 1942) var blandt de første tv-speakerpiger i Danmark.
Hun var værtinde ved Eurovision Melodi Grand Prix i København 1964.
Speakerpigerne på tv blev afskaffet i september 1971.

## Ekstern henvisning
- Lotte Wæver på Internet Movie Database (engelsk)
- Lotte Wæver på Filmdatabasen
- Lotte Wæver på danskefilm.dk
- Lotte Wæver på danskfilmogtv.dk